# 경성왕후
경성왕후 김씨(敬成王后 金氏, ? ~ 1086년 9월 3일(음력 7월 23일))는 고려 덕종의 왕비이다.

## 생애
현종과 원순숙비 김씨의 딸이며, 남편 덕종과는 이복 남매간이다. 남편과의 같은 성씨를 피하기 위해 외가의 성을 따른 것으로 보인다. 어머니 원순숙비는 김인위의 딸로, 권신 이자연의 부인인 계림국대부인과 자매간이다. 따라서 경성왕후는 이자연 소생의 왕후들을 비롯, 그 슬하에서 태어난 왕들과도 가까운 혈족 관계에 있다.
경성왕후는 고려 왕실의 전통적인 족내혼의 풍습에 따라 이복 오빠인 덕종과 결혼하여 1034년(덕종 3년) 음력 2월에 왕후에 책봉되었다. 이미 덕종에게는 1031년에 책봉한 왕비인 경목현비가 있었으나, 경성왕후가 왕족이었던 까닭에 《고려사》〈열전〉에서는 경성왕후를 덕종의 제1후로 기록하고 있다.
왕비에 책봉된 해에 남편 덕종이 사망하였으며, 경성왕후는 52년을 더 살다가 1086년(선종 3년) 음력 7월 23일에 사망하였다. 사망 후 질릉(質陵)에 장사지내고 시호를 경성왕후(敬成王后)라 하였다. 1096년(숙종 원년)에는 태묘에 부묘되었으며, 이후 여러 차례에 걸쳐 시호를 가상받아 유정관숙경성왕후(柔貞寬肅敬成王后)가 되었다. 소생은 없었다.

## 가족 관계
- 조부 : 추존 안종(安宗, ? ~ 996)
- 조모 : 헌정왕후(獻貞王后, ? ~ 992/993)
  - 아버지 : 현종(顯宗, 992 ~ 1031)
- 외조부 : 김인위(金因渭, 생몰년 미상)
  - 어머니 : 원순숙비 김씨(元順淑妃 金氏, 생몰년 미상)
    - 남편 : 덕종(德宗, 1016 ~ 1034)

## 참고 자료
- 《고려사》〈열전-후비전〉